# Vuk Drašković
Vuk Drašković (* 29. listopadu 1946, Međa) je srbský spisovatel a politik. Stal se vůdcem Srbského hnutí obnovy. V roce 1999 za vlády Slobodana Miloševiće působil jako válečný místopředseda vlády Svazové republiky Jugoslávie a v letech 2004 až 2007 ministr zahraničních věcí Srbska a Černé Hory a Srbska.
V roce 1968 vystudoval Právnickou fakultu Univerzity v Bělehradě. V letech 1969 až 1980 pracoval jako novinář v jugoslávské tiskové agentuře Tanjug. Byl členem Svazu komunistů Jugoslávie a působil jako náčelník štábu jugoslávského prezidenta Miky Špiljaka.

## Život

### Mládí
Vuk Drašković se narodil ve Vojvodině jako syn srbských přistěhovalců z Hercegoviny. Jeho matka zemřela, když mu bylo 6 měsíců, a jeho otec se posléze znovu oženil. Krátce po jeho narození se jeho rodina vrátila zpět do Hercegoviny, kde Drašković vyrůstal a navštěvoval základní a střední školu.
Po krátkém studiu medicíny v Sarajevu začal studovat práva na právnické fakultě Bělehradské univerzity. Během čtvrtého roku studií vstoupil do Komunistické strany Jugoslávie.
Roku 1968 Drašković úspěšně dokončil studia a od roku 1969 do roku 1980 pracoval jako zaměstnanec tiskové agentury Tanjug, nějakou dobu i jako její korespondent z Afriky.

### Literární činnost
Kromě novinářské práce se věnoval i literární činnosti. Napsal knihy Nůž (český překlad 1995), Modlitba, Soudce, Ruský konzul a Noc generála, které se staly bestsellery. Asi nejznámější z jeho knih je Nůž, který v době svého vzniku vyvolal značné kontroverze.

### Politická dráha
Roku 1989 společně s Mirko Jovićem a Vojislavem Šešeljem spoluzakládal nacionalistickou Srbskou národní obnovu, která se však hned na počátku 90. let rozdělila na umírněné Srbské hnutí obnovy (Srpski pokret obnove, SPO) pod vedením Draškoviće a Srbskou radikální stranu (Srpska radikalna stranka, SRS) pod vedením Šešelja.

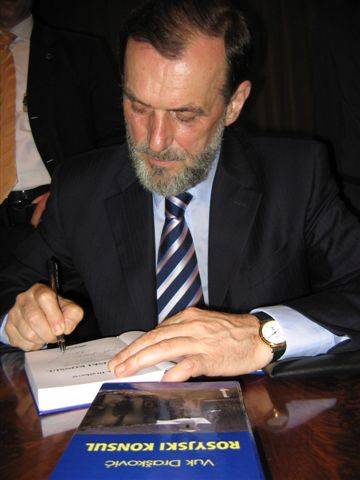
Vuk Drašković, 2006

V roce 1990 se se svou stranou zúčastnil prvních demokratických voleb po pádu komunistického režimu, ale ačkoliv se stal poslancem, jeho strana ve volbách propadla. Následně na to organizoval Drašković 9. března 1991 v Bělehradě demonstraci, která měla za cíl zrušit monopol Miloševičovy vlády na média. Demonstrace byla potlačena tanky a Drašković byl na několik dní zatčen, protesty pokračovaly v dalších dnech, dosáhly ale jen drobných ústupků. Během občanské války v Jugoslávii stál v opozici vůči Miloševićovi. Jeho názory byly směsicí srbského nacionalismu a odporu k válce. Během 90. let byl také za svou činnost vězněn. V roce 1996 se stala jeho strana součástí bloku Zajedno a o rok později SPO bojkotovala parlamentní volby.
Už v roce 1998 se Drašković začal díky otázce Kosova sbližovat s Miloševićem a během operace NATO vůči Jugoslávii dokonce působil do 29. dubna 1999, kdy byl sesazen, ve funkci zástupce premiéra.
V letech 1999 a 2000 byly na Draškoviće spáchány dva neúspěšné atentáty. V roce 2000 SPO vystoupila z volební koalice Demokratická opozice Srbska, což se jí vzhledem k jejímu volebnímu výsledku příliš nevyplatilo.
V roce 2002 kandidoval Drašković na prezidenta, ale získal pouhých 4,5 % hlasů. Jeho strana se těsně dostala do parlamentu ve volbách v roce 2003 a od toho roku zastával Drašković post ministra zahraničí. Jeho působení v této funkci bylo díky tehdejší Draškovićově výrazné orientaci na Evropskou unii a NATO a spolupráci s Mezinárodním soudním tribunálem pro bývalou Jugoslávii do značné míry kontroverzním, mnohé Srby popudil hned při nástupu do funkce, když prohlásil, že v Kosovu docházelo ze srbské strany k etnickým čistkám. V reakci na smrt Miloševiće prohlásil, že vzhledem k tomu, že byl tímto člověkem perzekvován, se mu k tomu těžko vyjadřuje, ale že měl být Milošević souzen v Srbsku a nikoliv v Haagu.
V následujících volbách se SPO nedostal do parlamentu.